# 塚本拓弥
塚本 拓弥（つかもと たくや、1975年11月7日 - ）は、東京都出身の俳優である。身長174cm、血液型A型。株式会社ソサエティオブスタイル（SOSエンターテイメント）所属。

## 略歴
学習院中・高等科、学習院大学経済学部経営学科卒業。大学在学中より演劇に興味を持ち、劇団に参加する。以後、自称「しがない役者」としつつも広範な活動を続けている。活動範囲は#出演作品にまとめる。ニッポン放送アナウンサーの吉田尚記は小学校時代の同級生。

## 出演作品
舞台を中心に活動している。主な出演を以下にまとめる。

### 舞台
劇団／主催ごとにまとめる。

#### プラチナペーパーズ
- 『キスジオニセアカツノムシの幼虫』（1996年、全労済ホール スペース・ゼロ）

#### 10×50 KINGDOM
- 『短編連作二人芝居 メトロポリス・プロジェクト』（2002年 - 2007年）
- 『デビルマン〜不動を待ちながら〜』（2004年、シアターサンモール）
- 『俺なら職安にいるぜ』（2004年、江古田ストアハウス）
- 『ビューティフル・ドリーマー』（2006年、シアターグリーン）

#### AND ENDLESS
- 『美しの水』（2006年、シアターアプル/神戸オリエンタル/東京芸術劇場）
- 『ONLY SILVER FISH／＋GOLD FISH』（2007年、笹塚ファクトリー）
- 『DECADANCE I・II・III』（2008年、全労済ホール スペース・ゼロ）
- 『WORLDS』（2009年、東京芸術劇場）
- 『PANDORA’S BY ME』（2010年、東京芸術劇場）
- 『美しの水』（2011年、シアター1010）
- 『マダムリバーアンドミスターソファー』（2010年、笹塚ファクトリー）
- 『熱海殺人事件』（2011年、シアターχ）
- 『RE-INCARNATION』（2012年、全労済ホール スペース・ゼロ）
- 『RE-INCARNATION』再演（2013年、全労済ホール スペース・ゼロ）
- 『RE-INCARNATION-RE-BIRTH-』（2013年、シアター1010）

#### PROJECT JESUS
- 『ジーザス・クライスト・レディオ・スター』（2008年、東京芸術劇場）
- 『ジーザス・クライスト・サムライ・スター』（2009年、笹塚ファクトリー）

#### B×b
- 『FRONT LINE』mission2:The Shining（2011年、銀座 博品館劇場）
- 『FRONT LINE』mission3:Alien（2012年、銀座 博品館劇場）
- 『FRONT LINE』the last mission:Final Destination（2013年、紀伊國屋サザンシアター）

#### その他
- AND ENDLESS×bpm RAGTIME S&D『NEW WORLD』（2011年、俳優座劇場）
- 劇団レッドフェイス『呑象 DONSYO』（2011年、大阪 一心寺シアター倶楽）
- ロデオ★座★ヘヴン『PROJECT G』（2012年、小劇場 楽園）
- 進戯団夢命クラシックス『ファントム・ライセンス』（2012年、シアターモリエール）
- 舞台「戦国BASARA3 宴」（2013年4月26日 - 5月26日） - 今川義元 役[3]
- 『LIVING ADV「STEINS;GATE」』（2013年10月12日 - 20日、Zepp Diver City） - 秋葉幸髙 役
- 進戯団夢命クラシックス『ファントム・ライセンス〜STEAL THE PROMISE〜』（2013年12月18日 - 22日、笹塚ファクトリー）[4]
- 舞台『サイコメトラーEIJI〜時計仕掛けのリンゴ』（2014年2月26日 - 3月2日、CBGKシブゲキ!!）
- 進戯団夢命クラシックス『ROSE GUNS DAYS～Season2～』（2017年12月6日 - 10日、ラゾーナ川崎プラザソル）
- 舞台『からくりサーカス デウス・エクス・マキナ（機械仕掛けの神）編』（2019年10月10日 - 19日、新宿FACE）
- 進戯団 夢命クラシックス×07th Expansion『うみねこのなく頃に〜Stage of the golden Witch〜』シリーズ（こくみん共済 coop ホール/スペース・ゼロ） - 右代宮蔵臼 役
  - vol.8『Episode2』（2023年9月7日 - 10日）[5]
  - vol.9『Episode3』（2024年2月22日 - 25日）[6]
  - vol.10『Episode4』（2024年9月6日 - 9日）[7]
  - vol.11『Episode5』（2025年2月20日 - 24日）[8]

他多数

### テレビ
- 江東ケーブルTV（1999年 - 2002年） - メインキャスター・リポーター
- 日曜劇場「おいしいプロポーズ」 第1話（2006年、TBS）
- 「ザ・今夜はヒストリー」（2011年、TBS）

### 映画
- SLIM SIZE ME!! スリムサイズミー!!（2005年、じんのひろあき監督） - 塚本係長　役 ※Webムービー
- シャッター（2008年、落合正幸監督）
- 20世紀少年 ―第1章― 終わりの始まり（2008年、堤幸彦監督）
- カイジ2 人生奪回ゲーム（2011年、佐藤東弥監督）

### CM
- キリン「FIRE BIG MATSUI」（?年） - リポーター 役
- スターツコーポレーション「耐震と免震」篇（?年）
- カネボウ 新コッコアポS錠「アポとった」篇（?年） - メイン
- 池田模範堂 「液体ムヒ」（?年）
- 中国醸造 芋ケン・むぎコーン「無責任ミュージカル」篇（?年） - メイン
- サントリー「BOSS レインボーマウンテン」「宇宙人ジョーンズ・ディスカウントストア」篇（?年） - 店長 役

### アプリ
- 戦国小町苦労譚 語絵巻 - カタリエマキ - - みつお 役[9]